# Communauté de communes du canton de Bolbec
Pour les articles homonymes, voir 3CB.
La Communauté de communes du canton de Bolbec (3CB) était une communauté de communes française, située dans le département de la Seine-Maritime et la région Haute-Normandie.

## Histoire
- 12 avril 2006 : réunion des maires et conseillers municipaux en vue de regrouper les communautés de communes de Caudebec-en-Caux-Brotonne, de Port-Jérôme et du canton de Bolbec en une seule communauté qui regrouperait les 47 communes.
- Mars 2007 : les trois communautés de communes votent favorablement à la fusion.
- 18 juin 2007 : le conseil municipal de Saint-Wandrille-Rançon s'oppose à l'adhésion de la commune à la future communauté de communes Caux-Vallée de Seine.
- 30 juillet 2007 : le conseil municipal de Saint-Wandrille-Rançon émet le souhait d'adhérer à la communauté de communes du Trait-Yainville.
- 15 octobre 2007 : date prévue pour la signature par le préfet de l'arrêté de création de la communauté de communes Caux-Vallée de Seine.
- 4 décembre 2007 : date prévue du premier conseil communautaire.
- 18 décembre 2007 : date prévue de la signature du budget.
- 1er janvier 2008 : date de création effective de la communauté de communes Caux-Vallée de Seine, la communauté de communes du canton de Bolbec a été supprimée la veille.

## Composition
Elle regroupe seize communes du département de la Seine-Maritime:
| Commune                   | Population 1999 | Code postal | Code INSEE |
| ------------------------- | --------------- | ----------- | ---------- |
| Bernières                 | 544             | 76210       | 76082      |
| Beuzeville-la-Grenier     | 1 035           | 76210       | 76090      |
| Beuzevillette             | 650             | 76210       | 76092      |
| Bolbec                    | 12 588          | 76210       | 76114      |
| Bolleville                | 506             | 76210       | 76115      |
| Gruchet-le-Valasse        | 2 682           | 76210       | 76329      |
| Lanquetot                 | 1 004           | 76210       | 76382      |
| Lintot                    | 413             | 76210       | 76388      |
| Mirville                  | 318             | 76210       | 76439      |
| Nointot                   | 1 056           | 76210       | 76468      |
| Parc-d'Anxtot             | 482             | 76210       | 76494      |
| Raffetot                  | 475             | 76210       | 76518      |
| Rouville                  | 508             | 76210       | 76543      |
| Saint-Eustache-la-Forêt   | 1 180           | 76210       | 76576      |
| Saint-Jean-de-la-Neuville | 471             | 76210       | 76593      |
| Trouville                 | 563             | 76210       | 76715      |